# Tephrina spissata
Tephrina spissata är en fjärilsart som beskrevs av Walker 1862. Tephrina spissata ingår i släktet Tephrina och familjen mätare. Inga underarter finns listade i Catalogue of Life.